# 丁士杰
丁士傑（？—1764年），直隸省順天府大興縣人，清朝軍事將領、武榜眼。
康熙五十二年，武進士一甲二名，授二等侍衛、直隸獨石口參將、正定協副將。雍正二年，任貴州大定鎮總兵。雍正四年，任福建提督。乾隆元年，任直隸大名協副將。乾隆四年，任河南河北鎮總兵。乾隆五年，任浙江處州鎮總兵官。乾隆六年，任廣西左江鎮總兵官。乾隆八年，署廣西提督，任直隸宣化鎮總兵、貴州提督。乾隆十九年，任廣西左江鎮總兵官。